# Liste der Synagogen in Danzig

Große Synagoge in Danzig, 1939 zerstört

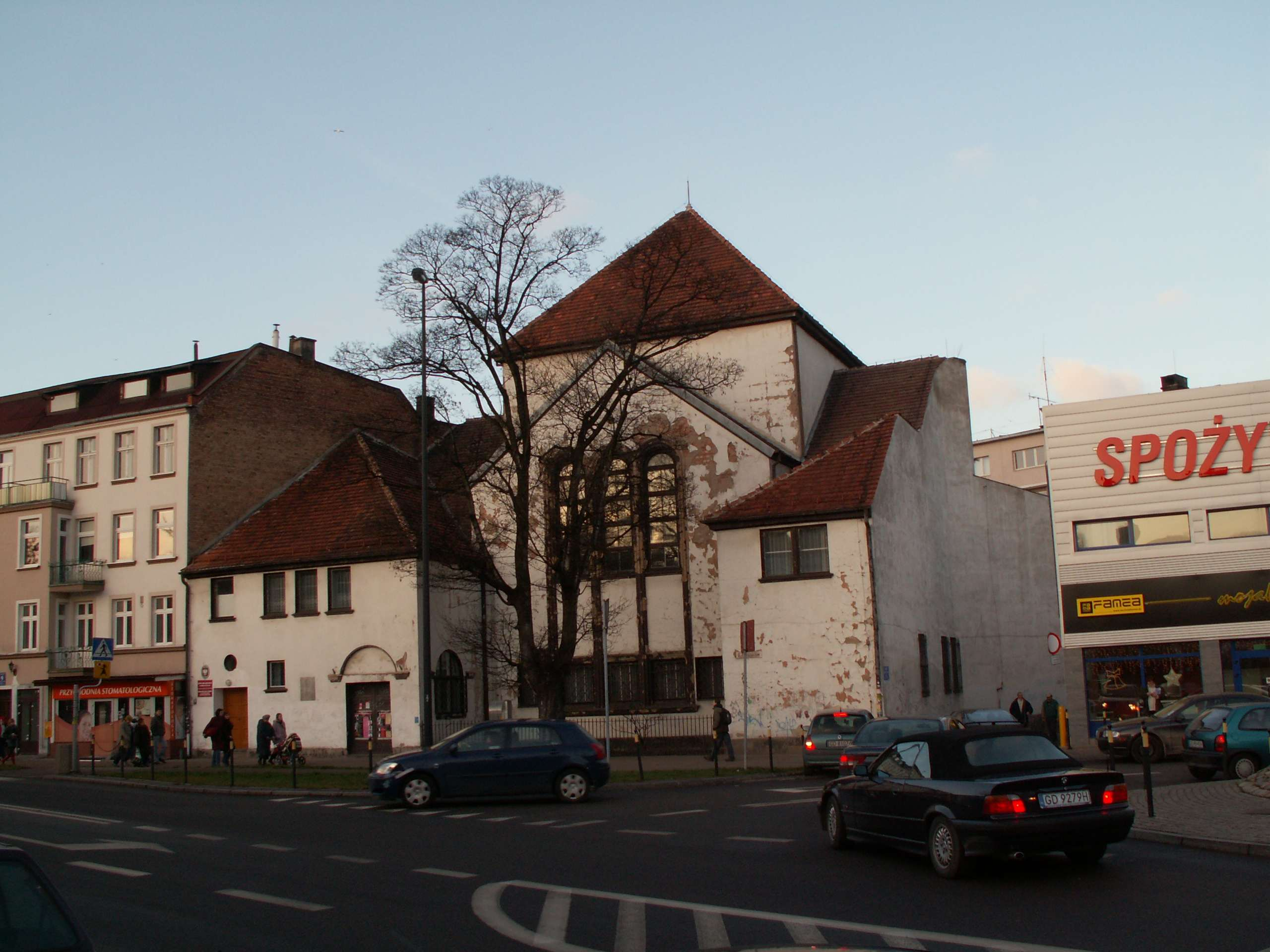
Ehemalige Neue Synagoge in Danzig-Langfuhr (Gdańsk-Wrzeszcz)

Als letzte der neun Synagogen in Danzig ist heute nur noch das Bauwerk der Neuen Synagoge in Danzig-Langfuhr vorhanden. Als die Freie Stadt im September 1939 an das Deutsche Reich angeschlossen wurde, bestand kein jüdisches Gotteshaus mehr in diesem Staat.

## Geschichte
Eine offene Ausübung ihrer Religion wurde den jüdischen Händlern von der Hansestadt Danzig verwehrt. Zur Einrichtung von Synagogen kam es erst nach den Annexionen von Polnisch-Preußen durch das Königreich Preußen. Mit der ersten Polnischen Teilung 1772 fiel der Vorort Langfuhr an Preußen, mit der zweiten 1793 die ganze Stadt.
In der Mitte des 19. Jahrhunderts wandten sich viele Danziger Juden dem liberalen, reformierten Judentum zu. Ihre vier Gemeinden konnten 1887 die prachtvolle Große Synagoge einweihen. Mehr als 2000 Gemeindeglieder konnten am Gottesdienst teilnehmen und das ganze Gotteshaus war elektrisch beheizt und beleuchtet, was auch zum Ende des 19. Jahrhunderts noch ungewöhnlich war.
Nach dem Vertrag von Versailles wurde Danzig 1920 mit seinem Territorium als Freie Stadt dem Völkerbund unterstellt. In den 1920er Jahren verstärkte sich der Antisemitismus und die NSDAP gewann zunehmend mehr Macht und errang 1933 die absolute Mehrheit im Volkstag. Die Stadt wurde für die jüdische Bevölkerung zunehmend zu einem unangenehmen Aufenthaltsort. Bereits vor den Novemberpogromen von 1938, kam es in Danzig 1937 und im August 1938 zu Pogromen und Schändungen der Synagogen. 
Als die Freie Stadt im September 1939 an das Deutsche Reich angeschlossen wurde, bestand keine Synagoge mehr in diesem Staat.

## Synagogen in Danzig
- Synagoge in der Breitgasse, Danziger Altstadt: Orthodox, nach 1793 eingeweiht, 1858 abgebrannt. ((Lage))

### Reformierte Synagogen
- Danziger Synagoge (Alte Synagoge) in der Breitgasse: 1859 eingeweiht, 1887 geschlossen. (Lage wie oben) Am Standort befand sich später ein Wohnhaus, dann eine Seifenfabrik, heute ein Park.
- Synagoge Alt-Schottland: 1818 eingeweiht, 1851 umgebaut, 1878 nach Brand erneuert, 1887 geschlossen. 1945 wurde das Gebäude schwer beschädigt und in den 1960ern demoliert. ((Lage))
- Synagoge der Weinberger Gemeinde (Alt-Schottland): Lavendelgasse, 1845 eingeweiht, 1880 geschlossen.
- Alte Synagoge am Markt in Langfuhr: 1775 erbaut, 1887 geschlossen. ((Lage))

Diese Synagogen wurden mit der Einweihung der Großen Synagoge geschlossen. Die vier Reformgemeinden in Danzig (Breitgasse), Alt-Schottland, Alt-Schottland Weinberg und Langfuhr hatten den großen Bau finanziert.
- Große Synagoge, Danzig Reitbahn: 1887 eingeweiht, im August 1938 geschändet, im Februar 1939 von der jüdischen Gemeinde verkauft, im Mai 1939 zerstört. ((Lage))
- Neue Synagoge Danzig-Langfuhr, Langfuhr: 1927 eingeweiht, 1938 beim Novemberpogrom demoliert und die Inneneinrichtung zerstört, 1939 von der jüdischen Gemeinde verkauft. 1946–1951 wieder als Synagoge genutzt; heute Musikschule. ((Lage))

### Orthodoxe Synagogen
- Alte Synagoge in der Breitgasse (Altstadt): Nach 1793 eingeweiht, 1858 abgebrannt; – nach dem Wiederaufbau reformiert (siehe oben).
- Polnische Synagoge, Niederstadt-Mattenbuden, 1844 errichtet, im August 1938 schwer beschädigt, beim Novemberpogrom verwüstet und in Brand gesteckt, im April 1939 abgerissen. ((Lage))
- Synagoge (und Schule) in der Halben Gasse, Altstadt: 1932 errichtet, im August 1938 beschädigt, im September 1939 abgerissen. ((Lage))

## Gdańsk, Volksrepublik Polen
- Neue Synagoge in Gdańsk-Wrzeszcz, (siehe oben) 1946–1951 noch als orthodoxe Synagoge genutzt; heute Musikschule. Der jüdische Friedhof in Chelm (Stolzenberg) wurde 1956 geschlossen. – Eine eigenständige jüdische Gemeinde besteht nicht mehr.

## Gebiet des Danziger Freistaats
- Zoppot: Roonstraßen-Synagoge, 1914 eingeweiht, beim Novemberpogrom 1938 zerstört. Heute Wohnblock mit Gedenktafel. ((Lage))
- Daneben bestanden in Zoppot einige Bethäuser von orthodoxen Gemeinden.